# Trachypithecus francoisi
Il presbite di Francois (Trachypithecus francoisi) è un primate catarrino della famiglia dei Cercopithecidae; in particolare, appartiene alla sottofamiglia dei Colobinae ed alla tribù dei Presbytini, nell'ambito della quale costituisce la specie tipo del genere Trachypithecus.

## Distribuzione
È diffuso nel Vietnam settentrionale, nel Laos centrale ed in Cina meridionale (provincie di Guangxi e Guizhou). Abita le aree di foresta pluviale monsonica.

## Descrizione

### Dimensioni
Misurano circa un metro e mezzo di lunghezza, con la coda di 30 cm più lunga del corpo, per un peso di 6-7 kg.

### Aspetto
La corporatura è slanciata, con mani allungate dal pollice ridottissimo. Il pelo è di colore prevalentemente nero: dagli angoli della bocca partono due strisce bianche che corrono sulle guance fino alle orecchie. Al centro della calotta cranica si erge una cresta che ricorda quella dei punk.

## Biologia
Si tratta di animali diurni ed arboricoli, che nelle ore più calde della giornata, così come di notte od in caso di maltempo, cercano rifugio nel folto della vegetazione. Vivono in gruppi che contano una dozzina d'individui, composti da un singolo maschio e numerose femmine e cuccioli. Le femmine stabiliscono fra loro precise gerarchie che si traducono nella priorità o meno nell'accesso alle fonti di cibo e nel dover dare o ricevere il grooming.

### Alimentazione
Si tratta di animali prevalentemente folivori, che non disdegnano di nutrirsi gni tanto anche di frutta, fiori e boccioli: come tutti i colobi, hanno uno stomaco compartimentato per far fronte alla propria peculiare dieta, così povera di energie.

### Riproduzione
La gestazione dura circa sei mesi, al termine dei quali viene dato alla luce un unico cucciolo che è di colore aranciato. Oltre alla madre, anche le altre femmine del gruppo si prendono cura del cucciolo, ad esempio quando la genitrice è occupata a nutrirsi. Col raggiungimento della maturità sessuale, i giovani si allontanano dal gruppo natio: i maschi tendono a formare bande di scapoli, in attesa di divenire abbastanza grandi e forti da poter competere coi maschi adulti per il possesso di un proprio gruppo, mentre le femmine entrano a far parte di altri gruppi, per evitare episodi di incesto.